# ヤング郡 (テキサス州)
ヤング郡 (ヤングぐん、Young County) はアメリカ合衆国テキサス州に位置する郡である。2000年現在、ここの人口は17,943人である。ここの郡庁所在地はグレアムである。この郡は初期の入植者並びに兵士、William Cocke Youngの名を取って命名された。

## 地理
アメリカ合衆国統計局によると、この郡は総面積2,411 km2 (931 mi2) である。このうち2,389 km2 (922 mi2) が陸地で22 km2 (9 mi2) が水地域である。総面積の0.91%は水地域となっている。

### 隣接する郡
- アーチャー郡  (北)
- ジャック郡  (東)
- パロピント郡  (南東)
- スティーブンズ郡  (南)
- スロックモートン郡  (西)

## 人口動勢
2000年現在の国勢調査で、この郡は人口17,943人、7,167世帯、及び5,081家族が暮らしている。人口密度は8/km2 (20/mi2) である。4/km2 (9/mi2) の平均的な密度に8,504軒の住宅が建っている。この郡の人種的な構成は白人90.98%、アフリカン・アメリカン1.21%、先住民0.64%、アジア0.26%、太平洋諸島系0.04%、その他の人種5.28%、及び混血1.58%である。ここの人口の10.62%はヒスパニックまたはラテン系である。
この郡内の住民は25.00%が18歳未満の未成年、18歳以上24歳以下が7.00%、25歳以上44歳以下が24.70%、45歳以上64歳以下が23.60%、及び65歳以上が19.70%にわたっている。中央値年齢は41歳である。女性100人ごとに対して男性は91.60人である。18歳以上の女性100人ごとに対して男性は86.70人である。
この郡内の世帯ごとの平均的な収入は30,499米ドルであり、家族ごとの平均的な収入は36,698米ドルである。男性は30,257米ドルに対して女性は19,441米ドルの平均的な収入がある。この郡の一人当たりの収入 (per capita income) は16,710米ドルである。人口の15.70%及び家族の12.00%は貧困線以下である。全人口のうち18歳未満の21.00%及び65歳以上の12.90%は貧困線以下の生活を送っている。

## 都市及び町
- グラハム
- ニューカッスル
- Olney